# (467122) 2016 EU73
(467122) 2016 EU73 es un asteroide perteneciente al cinturón de asteroides, descubierto el 10 de abril de 2000 por el equipo Spacewatch desde el Observatorio Nacional de Kitt Peak (Arizona, Estados Unidos).